# Elisabeth Allgoewer
Elisabeth Allgoewer (* 1964) ist eine deutsche Ökonomin.

## Leben
Nach dem Studium (1983–1987) der Wirtschaftswissenschaften (Vertiefungsrichtung Volkswirtschaftslehre) an der Universität St. Gallen, der Promotion 1992 zum Dr. oec. an der Universität St. Gallen und der Habilitation (venia legendi Volkswirtschaftslehre) an der Universität St. Gallen 2004 ist sie seit 2004 Professorin (C3) für Volkswirtschaftslehre an der Universität Hamburg.

## Schriften (Auswahl)
- Ökonomische Theoriebildung und Zeit. Eine methodenkritische Analyse anhand ausgewählter Arbeiten J. R. Hicks‘. St. Gallen 1992, OCLC 610806052.
- Emil Lederer. Business cycles, crises and growth. St. Gallen 2001.
- Underconsumption theories and Keynesian economics. Interpretations of the Great Depression. St. Gallen 2002.
- (Hg.): Frühe deutsche Nationalöknominnen. Eine Spurensuche. Marburg 2018, ISBN 978-3-89518-838-1.